# 馬格尼特灣
馬格尼特灣（英語：Magnet Bay）是南極洲的海灣，長11公里、寬3公里，距離內皮爾山脈57公里，現時受南極條約管理，該海灣被1929至1931年期間由英國、澳洲和新西蘭的探險隊繪製於地圖中。
66°22′S 56°20′E / 66.367°S 56.333°E